# Sint-Ludgeruskerk (Münster-Albachten)
De Sint-Ludgeruskerk (Duits: St. Ludgeruskirche) is een rooms-katholieke parochiekerk in Albachten, een westelijk gelegen stadsdeel van de stad Münster in de Duitse deelstaat Noordrijn-Westfalen. De kerk behoort tot het decanaat Lambertus in het bisdom Münster.

## Geschiedenis
In de eerste helft van de 11e eeuw werd op een hof die eigendom was van het kapittel van de Dom van Münster een kerk gesticht. Documenten noemen het kerspel voor het eerst in het jaar 1283. In 1190 werd Roxel afgesplitst van het kerspel, dat al spoedig daarna te klein was om een eigen pastoor te onderhouden. Pas in 1822 kreeg Albachten weer een eigen pastoor.
De neogotische zaalkerk werd in 1884 naar ontwerp van August Hanemann gebouwd en in de jaren 1977-1978 vergroot.
Op de eerste adventszondag van 2012 fuseerde de parochie met de Sint-Pantaleonparochie in Roxel.

## Inrichting
- Een laatromaans doopvont met een prachtige fries uit 1230-1250.
- De stenen laat-renaissance kansel met rijke decoratie van beelden uit 1604 stond vroeger in de Sint-Petruskerk in Münster en kwam in 1823 naar Albachten.
- Boven het altaar hangt een houten crucifix uit de eerste helft van de 13e eeuw; de armen werden later vernieuwd.
- Een houten piëta dateert uit de eerste helft van de 17e eeuw.
- De gekleurde ramen in het koor werden bij de voltooiing van de kerk geplaatst. Het linker raam toont de geboorte van Christus, het middelste de Hemelvaart en het rechter de Opstanding.
- Het orgel werd in 1983 door de orgelbouwer Fleiter uit Münster gebouwd.